# Lukaszin
Lukaszin – wieś w Armenii, w prowincji Armawir. W 2011 roku liczyła 2216 mieszkańców.